# Јакуб Франк
Јакуб Јозеф Франк  (хебр. יעקב פרנק; рођен Јакуб Лејбовиц; 1726. – 10. децембар 1791.) био је пољско-јеврејски  верски вођа који је тврдио да је реинкарнација самопроглашеног месије Шебетаја Зевија (1626–1676), а такође и библијског патријарха Јакова. Јеврејске власти у Пољској су екскомуницирали Франка и његове следбенике због његових јеретичких доктрина које су укључивале обожење самог себе као дела тројства и других контроверзних концепата као што је неокарпократовско „прочишћење кроз преступ“ (тј. грех).
Франк је наводно оформио религиозни покрет, који данас називамо франкизам, који укључује аспекте хришћанства и јудаизма. Развој франкизма био је једна од последица месијанског покрета Шебетаји Цвија. Овај верски мистицизам пратио је друштвено-економске промене међу Јеврејима Пољске, Литваније и Рутеније.

## Историјска позадина
Између касног 17. и почетком 18. века забележен је значајан раст броја следбеника Шебетаји Цвија, познатог као Донме, у источној Пољској (данас Украјина), посебно у Подолији и Галицији.
Очекујући велику месијанску револуцију, чланови ових друштава прекршили су све јеврејске законе и обичаје. Верује се да је мистични култ Шабатејаца укључивао и аскетизам и порочност: неки су се покајали за своје грехе, подвргавали се самонанетом болу и „оплакивали за Сионом“; други су занемарили строга правила скромности која је захтевао јудаизам, а повремено су били оптужени да су развратни, па чак и да врше ритуални инцест. Пољски рабини су покушали да ставе „сабатску јерес“ у херем (екскомуникацију) на скупу у Лвову (данас Лавов у Украјини) 1722. године. Ипак, нису успели у тој намери, јер је шабетејство било широко популарно међу тадашњом јеврејском средњом класом у настајању.

## Рани живот
Верује се да је Јакоб Франк рођен као Јакуб Лејбовиц у пољско-јеврејској породици у Короловки, у Подолију у источној Пољској (данас Украјини), око 1726. године. Пољски историчар Гауденти Пикулски је потврдио да је Франк рођен у Бучачу, а Шмуел Агнон је чак показао да се кућа у којој је рођен налази у улици Короловка у Бучачу. Отац му је био шабетејац који се 1730. годинепреселио се у Черновиц, у карпатској Буковини, где је утицај Шабата у то време био јак.
Као путујући трговац текстилом и драгим камењем често је посећивао отоманске територије, где је стекао надимак „Франк“, име које се на Истоку обично давало Европљанима, а живео је у центрима савременог шабетизма, Солуну и Смирни.
Почетком 1750-их година, Франк је постао присан са вођама Шабетејаца. Двојица следбеника шабетског вође Османа Бабе (р. 1720) били су сведоци на његовом венчању 1752. године. Године 1755. поново се појавио у Подолији, окупио групу локалних присталица и почео да проповеда „откровења“ која су му саопштили Донме у Солуну. Један од ових скупова у Ландскрону завршио се скандалом, а пажња традиционалних рабина је скренута на ова нова учења. Франк је био приморан да напусти Подолију, док су рабини његове следбенике прогањали и потказивали локалним властима (1756. година). На рабинском суду одржаном у селу Сатанов (данас Сатанив у Украјини) Шабетејци су оптужени да су прекршили основне јеврејске законе морала и скромности.

## Антиталмудисти
Као последица ових открића, рабински конгрес у Бродију прогласио је универзални херем (екскомуникацију) против свих „непокајаних јеретика“, и учинио обавезним за сваког побожног Јеврејина да их потражи и разоткрије. Шабетејци су обавестили Миколаја Дембовског, католичког бискупа Камјањец-Подолског, у Пољској, да су одбацили Талмуд и да признају само свету књигу Кабале, Зохар, која није у супротности са хришћанском доктрином о Тројству. Они су изјавили да сматрају Месију-Избавитеља једним од отелотворења три божанства.
Бискуп је узео Франка и његове следбенике („Антиталмудисте“, или „Зохаристичке Јевреје“) под своју заштиту и 1757. договорио верски спор између њих и традиционалних рабина. Антиталмудисти су изнели своје тезе, чиме је започео интензиван спор. Бискуп је стао на страну Франкиста и такође је наредио да се спале сви примерци Талмуда у Пољској. Уништено је 10.000 томова, што је огроман губитак за јеврејске библиотеке тог доба.
Након смрти бискупа, Шабетејци су били подвргнути жестоком прогону од стране рабина, иако су успели да добију едикт од Августа III од Пољске који им гарантује безбедност.

## Изјава о наследнику Саббатаи Зевија
У овом критичном тренутку Јакоб Франк је дошао у Иванију, прогласио се директним наследником Шабетаја Цвија и Отман Бабе и убедио своје присталице да је примио откривења са небеса. Ова открића су позвала на преобраћење Франка и његових следбеника у хришћанство, што је требало да буде видљива прелазна фаза у будући „даас“ или религију коју је Франку представио. Године 1759. активно су вођени преговори о преласку франкиста у римокатолицизам са вишим представницима пољске цркве; у исто време франкисти су покушали да обезбеде још једну расправу са рабинима. Пољски примат Љубјенски и папски нунције Никола Сера били су сумњичави према тежњама франкиста, али је на инсистирање управитеља лавовске бискупије, каноника Микулског, расправа договорена. Већање је одржано у Лвову, а председавао је Микулски. Протестантски мисионари су такође покушали да скрену франковце на протестантизам, а неколицина се придружила Моравској цркви.

## Покрштавање Франкиста
На дискусији 1759. године рабини су енергично одбацили франкистички покрет. После дискусије од франковаца је затражено да у пракси покажу своју приврженост хришћанству; Јакоб Франк, који је тада стигао у Лвов, охрабрио је своје следбенике да предузму корак у том правцу. Покрштавање франковаца прослављена је са великом свечаношћу у црквама у Лвову, а кумови су им били чланови пољског племства. Неофити (тј. новопокрштени) су усвојили имена својих кумова и кума, и на крају се придружили њиховим редовима. Сам Франк је крштен у Лаву (17. септембра 1759. године) и поново у Варшави следећег дана, са краљем Августом III као кумом. Франково крштено име било је „Јозеф“ (Јозеф). У току једне године више од 500 људи је прешло у хришћанство у Лвову, а скоро хиљаду у наредној години. До 1790. године у Пољској је забележено покрштење 26000 Јевреја.
Међутим, на франкисте се и даље гледало са сумњом због њихових чудних доктрина. Франк је ухапшен у Варшави 6. фебруара 1760. године и предат Црквеном суду под оптужбом за јерес. Осуђен је за подучавање јереси и затворен у манастиру Ченстохова.

## Затвор и каснији дани
Франково затварање је трајало тринаест година, али је то само повећало његов утицај на секту окружујући га ауром мучеништва. Многи франкисти су се настанили у близини Ченстохове и одржавали сталну комуникацију са својим „светим господаром“. Франк је инспирисао своје следбенике кроз мистичне говоре и посланице, у којима је изјавио да се спасење може постићи само ако се прво усвоји „религија Едома“, а касније и будућа религија коју је Франк назвао даас (да`ат, илити знање на хебрејском). После прве поделе Пољске, Франка је ослободио руски генерал Бибиков, који је заузео Ченстохову, августа 1772. године.
Франк је живео у моравском граду Брну до 1786. године, окружен свитом присталица и ходочасника који су дошли из Пољске. Његова ћерка Ева Франк је у то време почела да игра важну улогу у секти. Франк је држао силу наоружаних људи на свом „двору“. Посетио га је будући цар Павле I од Русије заједно са Јосифом II Аустријским.
У пратњи своје ћерке, Франк је више пута путовао у Беч и успео да задобије наклоност двора. Марија Терезија га је сматрала шириоцем хришћанства међу Јеврејима, а прича се чак и да је Јосиф II био наклољен према младој Еви Франк. Коначно, усталило се мишљење да је Франк неуправљив и морао је да напусти Аустрију. Са ћерком и својом пратњом преселио се у Офенбах, у Немачкој, где је преузео титулу „барона од Офенбаха“ и живео као богат племић, примајући финансијску подршку од својих пољских и моравских следбеника, који су често ходочастили у Офенбах. Након Франкове смрти 1791. године, Ева је постала „света господарица“ и вођа секте. Њено богатство се смањило након Наполеонових ратова, а умрла је у Офенбаху 1816. године.
Неки франкисти су били активни током Француске револуције, као што је Мојсије Добрушка, син Франковог сабатског рођака у Офенбаху Шендл Добрушке. Многи франкисти су Наполеона Бонапарту видели као потенцијалног Месију. Франкисти расути у Пољској и Чешкој су се на крају венчали у племство и средњу класу. Марија Шимановска, клавирски виртуоз, потиче из франкистичке породице. Ванда Грабовска, мајка Тадеуша Бој-Желенског, такође је потицала од франкиста.
Године 1883. руски часопис Русскаа старина ( Руска стара времена ) објавио је мемоаре утицајног званичника руског Министарства унутрашњих послова, тајног саветника и чврстогантисемите О.А. Пжетславског. Он је објавио наводе да су мајке „троје највећих људи Пољске“ (Фредерика Шопена, Адама Мицкјевича и Јулијуша Словацког) преобраћени Јевреји из франкистичке секте. Сличне тврдње изнели су Мизес и Балабан.

## Списи Јакоба Франка
- Збирка речи Господњих, доступна на интернету на енглеском. Превео, уредио и коментарисао Харис Леновиц, са уводом Леновица.